# Gérard Zinsstag

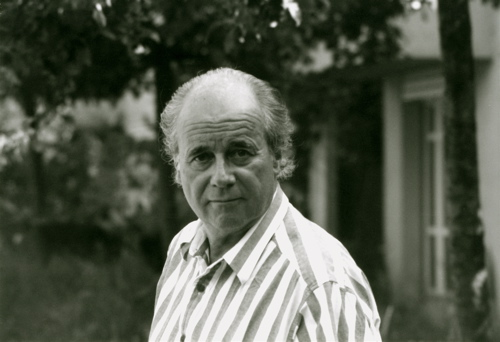
Gérard Zinsstag, 2006

Gérard Zinsstag (* 9. Mai 1941 in Genf) ist ein Schweizer Komponist, der 1986 zusammen mit Thomas Kessler in Zürich die Tage für Neue Musik gründete.

## Leben
Gérard Zinsstag besuchte das Collège Calvin in Genf und anschliessend das dortige Konservatorium. Früh schon schrieb er Gedichte und lernte Russisch, doch er brach das Gymnasium ab und besuchte stattdessen an der Universität Genf Vorlesungen in Philosophie und Literatur. Schon im Alter von sechzehn Jahren gab er Konzerte als Flötist und komponierte Gelegenheitsstücke. Er setzte seine musikalischen Studien am Pariser Konservatorium (CNSM) fort. Nach einem langjährigen Aufenthalt in Rom kehrte er wieder in den Norden zurück und spielte gelegentlich in Deutschland (Deutsche Gastspieloper Berlin) und beim Orchestre de la Suisse romande. 1969 wurde er ins Tonhalle-Orchester Zürich aufgenommen, wo er sieben Jahre tätig war.
Im Alter von 33 Jahren begann er ein Kompositionsstudium Hans Ulrich Lehmann an der Musikhochschule Zürich. Bald erhielt er Aufträge, zum Beispiel vom Schweizer Fernsehen, der Stadt Zürich, der Camerata Zürich sowie dem Tonhalle-Orchester. Als Privatschüler setzte er sein Studium bei Helmut Lachenmann in Stuttgart und Hannover fort. 1976 und 1978 nahm er an den Darmstädter Ferienkursen teil, wo zwei seiner Werke zur Uraufführung gelangten. Er besuchte außerdem Kurse bei György Ligeti, Karlheinz Stockhausen, Helmut Lachenmann, Gérard Grisey und Mauricio Kagel und befreundete sich mit den Musikologen Martin Zenck und Hermann Danuser.
1978 erhielt er vom Südwestfunk in Baden-Baden einen Auftrag für die Donaueschinger Musiktage: 1979 wurde unter der Leitung von Ernest Bour sein Werk Foris für zwei Orchester uraufgeführt. Im Jahr 1981 war er Stipendiat des DAAD Berlin zusammen mit Gérard Grisey, zu dem eine tiefe Freundschaft entstand.
Zinsstags Werke wurden unter anderem vom Ensemble l’Itinéraire, dem Nouvel Orchestre Philharmonique und dem Ensemble Intercontemporain aufgeführt; unter der Leitung von Dirigenten wie Gilbert Amy, Gerald Bennett, Ernest Bour, Igor Dronov, Péter Eötvös, Mark Foster, Matthias Kuhn, Fabio Luisi, Christoph-Mathias Mueller, Robert HP Platz, Pierre-André Valade, Mario Venzago, Jürg Wyttenbach und David Zinman. Von Radio France erhielt Zinsstag mehrere Kompositionsaufträge.
1985 gründete er mit Unterstützung von Thomas Kessler in Zürich die Tage für Neue Musik, die er bis 1994 leitete. Hierfür wurde ihm bis 1988 die Bühne des Theaters am Neumarkt zur Verfügung gestellt.
1995 gab Zinsstag seine Lehrtätigkeit am Konservatorium Zürich auf und widmete sich fortan ausschliesslich dem Komponieren.

## Werke (Auswahl)
- Déliements (1975) für demontierte Flöte und Orgel
- tatastenfelder (1975), Instrumentaltheater für 3 Schreibmaschinen, Klavier, Kulisse und Tonband
- wenn zum beispiel (1975) nach einem Text von Franz Mon, für 4 Sprecher und 5 Musiker
- suono reale (1976) für ersticktes Klavier
- Foris (1978/1979)  für grosses, in zwei Gruppen unterteiltes Orchester
- Perforation (1980) für 2 Klaviere, elektrische Gitarre, 3 Schlagzeuge und 2 Celli
- Trauma (1980/1981) für Doppelchor a cappella
- Artifices (1982/1983) für Ensemble, 2 Tonbänder und elektroakustisches Dispositiv
- Incalzando (1982) für zwei Klaviere
- Sept fragments (1982–1984), erster Streichquartett
- Artifices II (1988) für Ensemble, 2 Tonbänder und elektroakustisches Dispositiv
- Anaphores (1989) Fantasie für Klavier und Orchester
- Tempor (1991/1992) für Flöte, Klarinette, Klavier und Streichtrio
- 2. Streichquartett (1994/1995) in memoriam Bela Bartók
- Hommage à Charles Racine (1996/1997) nach einer Gedichtauswahl von Charles Racine, für Mezzosopran und Ensemble
- Ubu cocu (1998–2001), Opera buffa, 11 Solisten und Orchester
- Trois études pour marimba basse (1998)
- Passage (2000/2001) für Orchester
- Cinq fragments (2001), kürzere Version des ersten Streichquartettes
- Kinêsis (2002) für Oboe und Klavier
- 3. Streichquartett (2002/2003)
- Empreintes (2003) für Mezzosopran und Orchester
- Ubuphonie (2004) für Tenor,  Mezzo, Bass und Orchester
- Gilgamesh (2004/2007) für Sprecher, Instrumentalensemble, Tanz und Video
- Mozaic (2008) für Cello und Klavier
- Cinq petites études sur les résonances für Klavier
- Bing (2009), auf einen Text von Samuel Beckett, für Stimme und Ensemble
- Lasciar vibrar (2010), für Ensemble
- Anaphores (2011), Fassung für Klavier und Ensemble
- Eskatos (2012), für 12 Solostimmen, Blechbläser und Schlagzeug
- Seul, l’écho (2011/2012), für Stimme (Mezzosopran oder Alt) und Ensemble auf ein Gedicht von Joël-Claude Meffre
- Ricercari (2014) für Bayan und Ensemble
- Tahir (2014), Fassung für Bratsche und Schlagzeug
- Katharina Lips (2014) für Doppel-Chor a cappella (2 x 8)
- Rilke-Lieder (2015), für Mezzosopran, Flöte, Klarinette, Klavier, Violine, Viola und Violoncello
- Masques (2015–2016) für Klavier und Orchester
- Discolorato (2016) für Mezzosopran und kleines Ensemble
- Partita (2015–2016) für Bläseroktett
- Klavierquartett (2016–2017) für Klavier, Violine, Bratsche und Cello
- Incantation (2017) für Soloflöte
- S'un casto amor (2018) für 5 Stimmen a cappella
- 11 mosaïques (2018) für Violoncello, Bass Marimba und Streichorchester
- Mots fantômes (2019) für 4 Stimmen a cappella
- Notturno (2020) für Sextett (Klarinette, Klavier und Streichquartett)
- Trois Bagatelles sur des motifs de Beethoven (2020) für Streichquartett